# Setge de Tíana
El setge de Tíana fou dut a terme pel Califat Omeia a principis del segle viii en revenja per la greu derrota que havia infligit l'Imperi Romà d'Orient a un exèrcit omeia menat per Maymun el Mardaïta cap al 706. L'exèrcit àrab envaí el territori romà i investí la ciutat a l'estiu del 707, el 708 o el 709. Tíana resistí bé els primers mesos del setge mentre l'exèrcit àrab suportava com podia els rigors de l'hivern. A la primavera, els omeies, afamats, estaven a punt de deixar-ho córrer quan veieren arribar un exèrcit despatxat per l'emperador Justinià II per aixecar el setge. La inexperiència de la major part de l'exèrcit romà i les disputes entre els seus generals facilitaren una victòria aclaparadora dels omeies. Gràcies a les provisions arrabassades a l'exèrcit vençut, els àrabs continuaren el setge amb forces renovades i els habitants de la ciutat no tingueren més remei que rendir-se. La capitulació pactada no impedí que la ciutat fos saquejada i arrasada gairebé fins als fonaments. A més a més, segons les fonts romanes, els veïns de la ciutat foren reduïts a captivitat i deportats.